# Casimira canberrae
Casimira canberrae är en insektsart. Casimira canberrae ingår i släktet Casimira och familjen långrörsbladlöss. Inga underarter finns listade i Catalogue of Life.